# Succo di mela

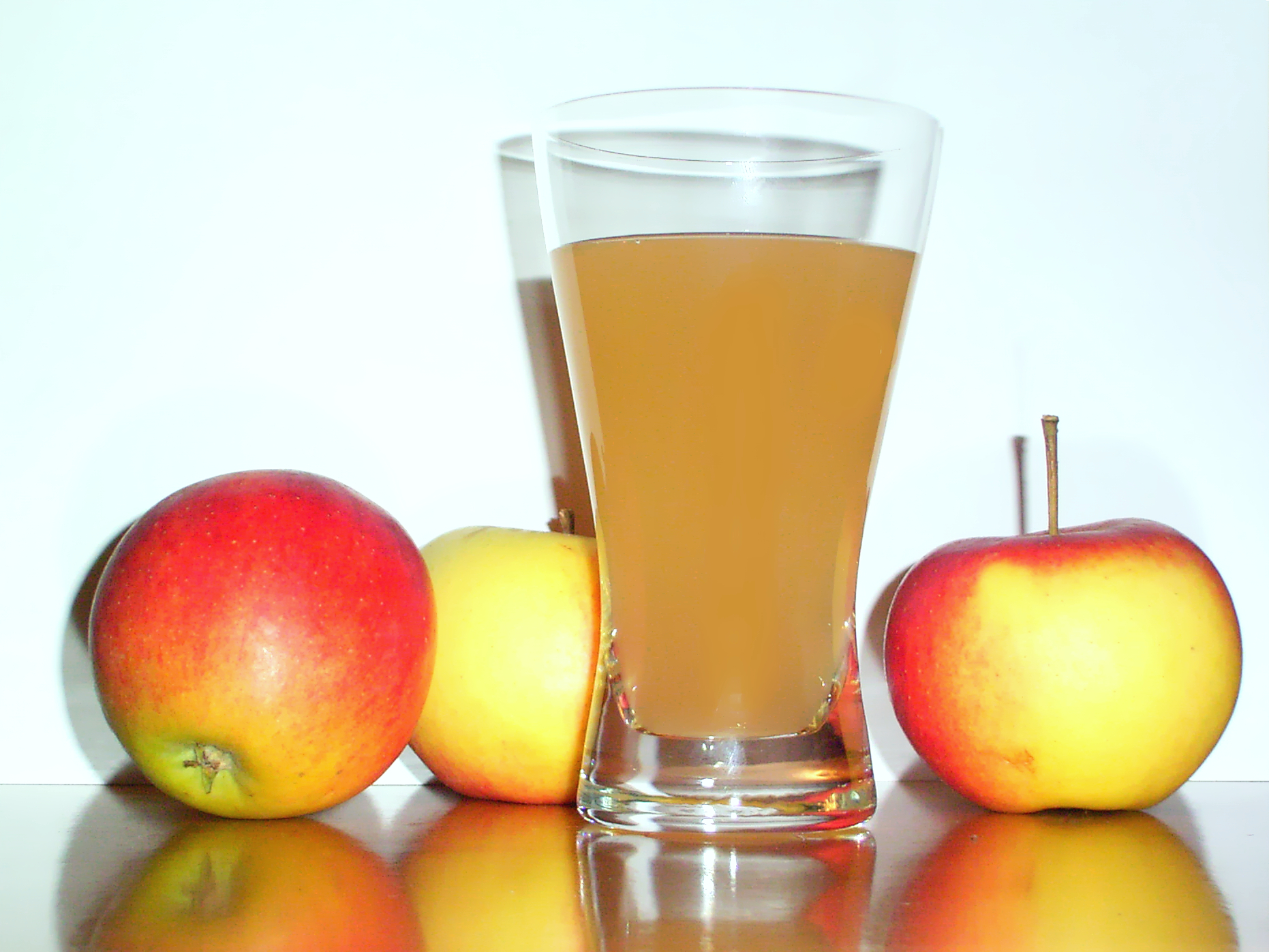
Succo di mela

Il succo di mela è un succo di frutta ottenuto dalla macerazione e spremitura della mela. Il succo risultante può essere ulteriormente trattato con chiarificazione enzimatica e centrifuga per rimuovere l'amido e la pectina, che contengono particelle fini in sospensione, e poi pastorizzato per imballaggi in vetro, metallo o contenitori asettici e altresì trattato con processi di disidratazione e concentrazione.
A causa delle attrezzature complesse e costose necessarie per chiarificare il succo di mela in grandi quantità, il succo viene di norma prodotto commercialmente. I maggiori produttori al mondo di succo di mela sono Cina (50% della produzione mondiale), Polonia, Stati Uniti e Germania.

## Effetti sulla salute
Il succo di mela dal punto di vista nutrizionale è ricco di flavonoidi, pectina, acido citrico, acido malico, acqua, proteine, zuccheri semplici come il fruttosio, sali minerali tra cui il boro, che è essenziale per la salute delle ossa e vitamine A, C, PP, B1 e B2. Il succo di mela come le mele stesse è ricco di vitamine del gruppo B, per questo motivo diminuisce lo stress e rinforza le difese immunitarie.
Grazie al contenuto di acido malico e citrico, facilita la digestione mantenendo
costante l'acidità dello stomaco e proteggendo le pareti intestinali.
Il succo di mela ha una significativa concentrazione di procianidina, che protegge dalle malattie causate dall'invecchiamento grazie ai suoi effetti antiossidanti che aiutano a ridurre la possibilità di sviluppare il cancro e la malattia di Alzheimer. 
Inoltre da alcuni studi sembra che questa bevanda aumenti la produzione di acetilcolina nel cervello determinando quindi un aumento della memoria.